# Uniform Office Format
Uniform Office Format, або Unified Office Format (UOF) — відкритий стандарт для офісних застосунків, розроблений в Китаї. Він має в собі текстовий процесор, презентації, модулі електронних таблиць і складається з графічного інтерфейсу, API і специфікації формату. Формат документа використовує XML, що міститься в стислому файлі контейнера, аналогічно OpenDocument і Office Open XML.

## Підтримка програм

### Офісні пакети
Цілий ряд додатків підтримують Uniform Office Format, серед яких:
- EIOffice 2009 Він використовує файли, пов'язані з розширенням EIO (.eio). У новій версії 5.0.1272.101 він не може відкривати або зберігати файли з розширеннями .uof, .uot, .uos або .uop. Документація EIOffice дозволяє публікацію файлу у форматі XML.
- OpenOffice.org, LibreOffice та Apache OpenOffice у версії 3 і вище може відкривати та зберігати файли у форматі UOF з розширеннями .uof, .uot, .uos, .uop (текст, таблиця, презентація)(Також має в собі NeoOffice версії 3 та вище — поширений аналог програми OpenOffice для платформи Macintosh.).
- RedOffice 4.0 — китайський аналог OpenOffice, який може відкривати та зберігати файли з розширенням .uof.
- WPS Office підтримує читання та запис UOF з 2009 року. включаючи UOF 2.0.

## UOF 2.0
UOF 2.0 був випущений у 2011 році за підтримки WPS Office.